# Yaiba – legendarny samuraj
Yaiba (zapis stylizowany: Y∀IBA) – manga autorstwa Gōshō Aoyamy, publikowana w magazynie „Shūkan Shōnen Sunday” wydawnictwa Shōgakukan od września 1988 do grudnia 1993. Całość liczy łącznie 24 tomy.
Na jej podstawie wyprodukowano 52-odcinkowy telewizyjny serial anime, zatytułowany Yaiba – legendarny samuraj, który był emitowany w stacji TV Tokyo w latach 1993–1994. W Polsce anime było nadawane na antenie RTL 7 od 2001 roku, a następnie TVN 7 od 2002 roku.
Remake anime, zatytułowany Shin samurai-den Yaiba, miał premierę w kwietniu 2025. Za jego produkcję odpowiada Wit Studio.

## Fabuła
Yaiba Kurogane, młody samuraj, który wie, jak stać się prawdziwym wojownikiem, podróżuje po świecie. Mieszka ze swoim ojcem, Kenjūrō, w lesie. Pewnego dnia, gdy zajadał się jedzeniem, został zaatakowany przez stado goryli. Yaiba i jego ojciec uciekli i schowali się w olbrzymim pudle, nie zdając sobie sprawy, że było ono pełne ananasów i ma zostać wysłane do miasta. W mieście Yaiba dowiaduje się, że jest legendarnym wojownikiem i musi stanąć do walki ze złem w postaci demonicznie wyglądającego licealisty o imieniu Takeshi.

## Bohaterowie
- Yaiba Kurogane (jap. 鉄 刃 Kurogane Yaiba)

Seiyū: Minami Takayama (1993 i 2025) 
Inkarnacja bogini piorunów. Oprócz wysokich umiejętności władania mieczem i wyćwiczonych zmysłów, potrafi także rozmawiać ze zwierzętami. Ma 14 lat.
- Sayaka Mine (jap. 峰 さやか Mine Sayaka)

Seiyū: Kotono Mitsuishi (1993), Manaka Iwami (2025) 
Ukochana Yaiby. Nie dołączyła z własnej woli do grupy Yaiby, lecz obudziła się przywiązana do grzbietu Kagetory. Potem okazuje się, że jest potomkinią kapłanki boskiego smoka, czyli kluczem do osiągnięcia przez Księżycową Księżniczkę jej prawdziwej formy.
- Musashi Miyamoto (jap. 宮本 武蔵 Miyamoto Musashi)

Seiyū: Masaharu Satō (1993), Jun’ichi Suwabe (2025) 
Legendarny, 400-letni samuraj, strażnik miecza bogini piorunów. Od czasu kiedy zamieszkał w górach, wyszkolił jednego ucznia i z powodu swego wieku zaczął używać dwóch mieczy. Jest zbereźnikiem, nauczycielem i mentorem Yaiby, szczególnie przysługuje się w nauce kontrolowania kuli bogini piorunów.
- Kagetora (jap. カゲトラ)

Seiyū: Hisao Egawa (1993), Isshin Chiba (2025) 
Tygrys, przyjaciel Yaiby, który pomaga mu w jego treningu i pozwala podróżować na sobie w razie potrzeby.
- Takeshi Onimaru (jap. 鬼丸 猛 Onimaru Takeshi)

Seiyū: Ryō Horikawa (1993), Yoshimasa Hosoya (2025) 
Japończyk, ma na głowie rogi.
- Shōnosuke (jap. 庄之助)

Seiyū: Ryō Horikawa (1993), Kōsuke Echigoya (2025) 
Sęp, przyjaciel Yaiby. Pomaga mu w jego treningu i pozwala podróżować na sobie.
- Kenjūrō Kurogane (jap. 鉄 剣十郎 Kurogane Kenjūrō)

Seiyū: Bin Shimada (1993), Katsuyuki Konishi (2025) 
Ojciec Yaiby.
- Księżycowa Księżniczka (jap. かぐや Kaguya)

Seiyū: Rika Fukami (1993) 
Drugi przeciwnik Yaiby. Jest władczynią Księżyca oraz królową rasy ludzi-królików żyjących na Księżycu. W przeciwieństwie do pozostałych mieszkańców Księżyca, którzy są antropomorficznymi królikami, ona pojawia się jako człowiek ubrany w strój króliczka Playboya. Obudziła się po 1000 latach zaraz po wyczuciu energii kuli smoka Yaiby. Chciała podbić Ziemię tysiąc lat przed rozpoczęciem akcji anime, ale kapłan boga smoków pokonał ją odcinając jej uszy oraz przypieczętowując to zamknięciem jej duszy wewnątrz ciała kapłanki boskiego smoka. Księżniczka ma wiele właściwości Gaki – formy wampira dusz takiego, że potrzebowała energii młodych dziewczyn, by utrzymać swoją moc.

## Manga
Manga ukazywała się w magazynie „Shūkan Shōnen Sunday” wydawnictwa Shōgakukan od 7 września 1988 do 1 grudnia 1993. Wszystkie opublikowane rozdziały zostały skompilowane łącznie do 24 tankōbonów, wydawanych od 18 kwietnia 1989 do 18 lutego 1994. Między 14 grudnia 2001 a 10 sierpnia 2002 ukazała się także 10-tomowa edycja bunkoban.
| Nr | Data wydania (język japoński) | ISBN (język japoński) |
| -- | ----------------------------- | --------------------- |
| 1  | 18 kwietnia 1989              | ISBN 4-09-122271-4    |
| 2  | 17 czerwca 1989               | ISBN 4-09-122272-2    |
| 3  | 18 sierpnia 1989              | ISBN 4-09-122273-0    |
| 4  | 18 października 1989          | ISBN 4-09-122274-9    |
| 5  | 14 grudnia 1989               | ISBN 4-09-122275-7    |
| 6  | 17 marca 1990                 | ISBN 4-09-122276-5    |
| 7  | 18 maja 1990                  | ISBN 4-09-122277-3    |
| 8  | 18 lipca 1990                 | ISBN 4-09-122278-1    |
| 9  | 18 października 1990          | ISBN 4-09-122279-X    |
| 10 | 18 lutego 1991                | ISBN 4-09-122280-3    |
| 11 | 18 maja 1991                  | ISBN 4-09-122561-6    |
| 12 | 18 lipca 1991                 | ISBN 4-09-122562-4    |
| 13 | 18 września 1991              | ISBN 4-09-122563-2    |
| 14 | 18 listopada 1991             | ISBN 4-09-122564-0    |
| 15 | 18 stycznia 1992              | ISBN 4-09-122565-9    |
| 16 | 17 kwietnia 1992              | ISBN 4-09-122566-7    |
| 17 | 18 czerwca 1992               | ISBN 4-09-122567-5    |
| 18 | 10 sierpnia 1992              | ISBN 4-09-122568-3    |
| 19 | 18 listopada 1992             | ISBN 4-09-122569-1    |
| 20 | 18 lutego 1993                | ISBN 4-09-122570-5    |
| 21 | 18 maja 1993                  | ISBN 4-09-123231-0    |
| 22 | 17 lipca 1993                 | ISBN 4-09-123232-9    |
| 23 | 18 października 1993          | ISBN 4-09-123233-7    |
| 24 | 18 lutego 1994                | ISBN 4-09-123234-5    |

## Anime

### Pierwsza adaptacja (1993–1994)
52-odcinkowy telewizyjny serial anime, zatytułowany Yaiba – legendarny samuraj (jap. 剣勇伝説YAIBA Kenyū densetsu Yaiba), był emitowany na antenie TV Tokyo od 9 kwietnia 1993 do 1 kwietnia 1994. Za produkcję odpowiadało studio Pastel. Motywem otwierającym serial jest „Yūki ga areba” (jap. 勇気があれば), natomiast końcowym „Shinjigakunaki tatakai” (jap. 神智学無き戦い). Oba utwory zostały wykonane przez grupę Kabuki Rocks.
W Polsce anime było emitowane na antenie RTL 7 od 2001 roku, a następnie TVN 7 od 2002 roku. Lektorem był Paweł Siedlik.

### Remake (2025)
Remake anime, nadzorowany przez Aoyamę, został zapowiedziany 8 maja 2024. Serial telewizyjny, zatytułowany Shin samurai-den Yaiba (jap. 真・侍伝YAIBA), został wyprodukowany przez Wit Studio i wyreżyserowany przez Takahiro Hasuia. Scenariusz zapisała Tōko Machida, postacie zaprojektował Yoshimichi Kameda, który pełni także funkcję głównego reżysera animacji, produkcją animacji zajęła się Maiko Okada, a muzykę skomponowali Yutaka Yamada i Yoshiaki Dewa. W rolę Yaiby Kurogane ponownie wcieliła się Minami Takayama. Premiera anime odbyła się 5 kwietnia 2025 w ytv, NTV i innych stacjach NNS. Motywem otwierającym „Blade” autorstwa Blue Encount, natomiast końcowym „Pineapple Tart” w wykonaniu Otohy.

## Odbiór
Do maja 2024 manga rozeszła się w nakładzie ponad 17 milionów egzemplarzy. W 1993 roku seria otrzymała nagrodę Shōgakukan Manga w kategorii shōnen.